# Artemisia ludoviciana
Pour les articles homonymes, voir Ludoviciana.
Espèce
Classification phylogénétique
 Artemisa ludoviciana, l'Armoise de l'Ouest ou White sagebrush en anglais, est une espèce de plante à fleurs de la famille des Asteraceae. C'est une plante vivace rhizomateuse formant une touffe originaire d'Amérique du Nord.

## Caractéristiques

### Feuillage
Ses feuilles, de 10 à 12 cm de long, sont lancéolées, duveteuses, blanc argenté verdissant avec l'âge. 

### Floraison
De juillet à octobre. Panicules denses, blanc laineux, de 20 cm de long, formées de capitules brun-jaune.

### Taille
Jusqu'à 1,20 m de haut pour 60 cm de diamètre.
Très bonne rusticité.

## Principauxcultivarset variétés
- Artemisia ludoviciana 'Silver Queen', de taille globale plus petite mais aux feuilles plus grandes. Elle fleurit moins abondamment.
- Artemisia ludoviciana 'Valerie Finnis', encore plus petite, aux feuilles gris-argenté très découpées.
- Artemisia ludoviciana var. albula

## Synonyme
- Artemisia purshiana